# Arctornis hemilabda
Arctornis hemilabda är en fjärilsart som beskrevs av Collenette 1938. Arctornis hemilabda ingår i släktet Arctornis och familjen tofsspinnare. Inga underarter finns listade i Catalogue of Life.